# Jihobačský okruh
Jihobačský okruh (srbsky Južnobački okrug, cyrilicí Јужнобачки округ, maďarsky Dél Bácskai Körzet, slovensky Juhobáčsky okres, rusínsky Јужнобачки окрух, rumunsky Districtul Backa de Sud) se nachází na jihu Bačky a v severní části Sremu, v severosrbské autonomní oblasti Vojvodina. Žije zde okolo 593 000 obyvatel. Metropolí okruhu je Novi Sad, který je zároveň hlavním a největším městem Vojvodiny.

## Správní členění
- Srbobran
- Bač
- Bečej (maďarsky: Óbecse)
- Vrbas
- Bačka Palanka
- Bački Petrovac (Slovensky: Báčsky Petrovec)
- Žabalj
- Titel
- Temerin
- Beočin
- Sremski Karlovci

Město Novi Sad je rozděleno na samosprávy:
- Novi Sad
- Petrovaradin

## Etnické skupiny
- Srbové (69,06 %)
- Maďaři (9,28 %)
- Slováci (4,65 %)
- Černohorci (2,92 %)
- Jugoslávci (2,68 %)
- Chorvati (2,02 %)
- Rusíni (1,25 %)
- Cikáni (1,01 %)

## Kultura
První srbská základní škola zde byla založena v roce 1703 ve městě Bečej, zatímco gymnázium v roce 1793 ve městě Sremski Karlovci. V Novém Sadu se nachází Matica Srpska - centrum pro nejstarší kulturní a vědeckou nauku Srbů. Byla založena v roce 1826 v Budapešti, do Nového Sadu byla přemístěna roku 1864. Srbské národní divadlo vzniklo v roce 1861.[zdroj?]

## Ekonomika
V okruhu převládá následující průmysl: chemický, ropný, strojírenský, průmysl na výrobu nástrojů a elektroporcelánu, textilní, potravinářský a stavební.[zdroj?]